# Hans-Harald Müller
Hans-Harald Müller (* 11. Juli 1943 in Hamburg) ist ein deutscher Germanist.

## Leben
Von 1963 bis 1971 studierte er an der Universität Hamburg klassische Philologie (bis 1965), Germanistik, Anglistik, Vergleichende und Allgemeine Sprachwissenschaft als Stipendiat der Studienstiftung des Deutschen Volkes (1967–1971). Nach der Promotion 1971 war er von 1971 bis 1977 Assistent am Literaturwissenschaftlichen Seminar der Universität Hamburg. Von 1976 bis 1978 hatte er ein Habilitationsstipendium der Deutschen Forschungsgemeinschaft. Von 1977 bis zur Emeritierung 2008 lehrte er als Professor am Literaturwissenschaftlichen Seminar der Universität Hamburg. Nach der Habilitation 1984 war er 1985 Visiting Professor am German Department der Washington University. 1991 war er Visiting Professor an der University of the Witwatersrand. 1991 hatte er eine Gastprofessur an der Universität Rostock. Von Januar bis März 1998 lehrte er als Visiting Professor am St John’s College (Cambridge).
Seine Schwerpunkte sind Theorie und Geschichte der Literaturwissenschaft, Narratologie und Literatur des 19. und 20. Jahrhunderts.

## Schriften (Auswahl)
- mit Tom Kindt: The Implied Author. Concept and Controversy. Berlin 2006, ISBN 3-11-018948-8.
- mit Tom Kindt und Frank Thomsen: Ungeheuer Brecht. Eine Biographie seines Werks. Göttingen 2006, ISBN 3-525-20846-4.
- Leo Perutz. Biographie. Wien 2007, ISBN 3-552-05416-2.
- mit Mirko Nottscheid: Wissenschaft ohne Universität. Forschung ohne Staat. Die Berliner Gesellschaft für deutsche Literatur 1888–1938. Berlin 2011, ISBN 3-11-026210-X.